# Zehra Öktem
Zehra Öktem, född 4 september 1959, är en turkisk bågskytt. Hon deltog vid olympiska sommarspelen 1992.